# Dąbki, West Pomeranian Voivodeship
Dąbki [ˈdɔmpki] (trước đây là Neuwasser của Đức) là một ngôi làng thuộc khu hành chính của Gmina Darłowo, thuộc hạt Sławno, West Pomeranian Voivodeship, ở phía tây bắc Ba Lan. Nó nằm khoảng 8 kilômét (5 mi) phía tây nam Darłowo, 24 km (15 mi) phía tây Sławno và 157 km (98 mi) về phía đông bắc của thủ đô khu vực Szczecin.
Trước năm 1945, khu vực này là một phần của Đức. Đối với lịch sử của khu vực, xem Lịch sử của Pomerania.
Ngôi làng có dân số 265.